# Епархия Кажазейраса
Епархия Кажазейраса (лат. Dioecesis Caiazeirasensis) — епархия Римско-Католической церкви с центром в городе Кажазейрас, Бразилия. Епархия Кажазейраса входит в митрополию Параибы. Кафедральным собором епархии Кажазейраса является церковь Пресвятой Девы Марии.  

## История
6 февраля 1914 года Римский папа Пий X издал буллу «Maius Catholicae Religionis incrementum», которой учредил епархию Кажазейраса, выделив её из apxиепархии Параибы.
17 января 1959 года епархия Кажазейраса передала часть своей территории епархии Патуса.

## Ординарии епархии
- епископ Moisés Ferreira Coelho (1914—1932)
- епископ José da Matha de Andrade y Amaral (1934—1941)
- епископ Henrique Gelain (1944—1948)
- епископ Luis do Amaral Mousinho (1948—1952)
- епископ Zacarias Rolim de Moura (1953—1990)
- епископ Matias Patrício de Macêdo (1990—2000)
- епископ José Gonzalez Alonso (2001 — 16.09.2015)

## Источник
- Annuario Pontificio, Ватикан, 2007